# جون سايمور (سياسي)
جون سايمور (بالإنجليزية: John F. Seymour)‏ هو سياسي أمريكي، ولد في 3 ديسمبر 1937 في شيكاغو في الولايات المتحدة. حزبياً، نشط في الحزب الجمهوري. في انتخابات مجلس الشيوخ في الولايات المتحدة 1990 ‏، انتخب عضو مجلس الشيوخ الأمريكي عن دائرة California ‏ وقد انضم خلال فترته النيابية ‏ (7 يناير 1991 – 3 يناير 1993)  للكتلة البرلمانية الحزب الجمهوري وانتخب عضو مجلس ولاية كاليفورنيا وانتخب عضو مجلس الشيوخ الأمريكي عن دائرة كاليفورنيا (7 يناير 1991 – 3 نوفمبر 1992).